# Children of Mana
Children of Mana, llamado en Japón Seiken Densetsu DS, es un videojuego de rol de 2006 para la Nintendo DS . Fue diseñado por Square Enix y Nex Diversión, y publicado por Square Enix y Nintendo. Es el sexto juego de la serie Mana—sigue a Espada de Mana—y la primera de las subseries. Ambientado en un universo fantástico sigue las evoluciones de cuatro jóvenes héroes cuando combaten contra una invasión de monstruos e investigan sobre el cataclismo que mató a sus familias.

## Gameplay
El juego mantiene las batallas en tiempo real y aumenta la usabilidad. A diferencia de los anteriores Mana, este título se orienta más a la acción y a la exploración de mazmorras en niveles aleatorios. 
El argumento requiere exploración y luchas con jefes finales. Como muchos de sus predecesores, el juego presenta un modo cooperativo multiplayer.
Children of Mana estuvo diseñado por Koichi Ishii, dirigido por Yoshiki Ito, y producido por Takashi Orikata y Katsuji Aoyama. El juego fue un éxito comercial moderado :  vendió 100,000 copias en su primera semana y 280,000 copias en Japón a fin de 2006. Mientras los críticos alabaron gráficos y música,  encontraron el combate simplista y repetitivo, y la historia aburrida.
Como en juegos anteriores de la serie, el jugador controla un carácter principal, escogido de cuatro opciones. Cada personaje tiene índices diferentes de uno a cinco en cuatro áreas: el daño hacen con magia, la velocidad y la cantidad de salud y mana. A diferencia de juegos anteriores en la serie, el personaje principal no tiene ningún compañero durante el juego; aun así, hay un cooperativo multiplayer con hasta cuatro jugadores. Este multiplayer es con WiFi, y el progreso es sólo salvado en el juego del jugador anfitrión.
A diferencia de juegos anteriores en la serie este se inclina por la exploración de mazmorras. El objetivo primario en cada ubicación es aclarar la mazmorra de monstruos. Cada mazmorra está dividida en pisos, y para progresar entre cada zona, el jugador tiene que encontrar un elemento, el Gleamdrop, entonces llevarlo a un pilar de luz llamado Gleamwell. El jugador tiene que repetir este proceso en cada piso de la mazmorra hasta el último piso. El jugador no puede regresar a pisos anteriores a no ser que muera o deje la mazmorra. A las mazmorras se puede regresar más tarde en búsquedas de vecinos. Durante estas búsquedas, la mazmorra es ligeramente diferente: el número de pisos puede cambiar, y los monstruos y monstruo jefe pueden cambiar. 
El juego retiene la mecánica de batallas en tiempo real de juegos anteriores con cuatro armamentos: espada, flail, lazo y flecha, y martillo. El jugador puede tener dos armas a punto para atacar a la vez, y cualesquiera de las cuatro opciones de carácter pueden utilizar cualquier arma. El jugador puede cambiar qué armas. Cada arma tiene ataques normales estándares, ataques especiales, y ataques de furia. Los ataques de furia son el más fuertes Además de armas, el jugador puede seleccionar de uno a ocho Elementals, los cuales proporcionan ataques mágicos y mejoras a ataques de arma. 

## Argumento
Children of Mana tiene lugar en el mundo de Fa'diel, partido en cinco continentes: Jadd, Topple, Wendell, Ishe, y Lorimar, así como la isla de Illusia. En el centro de aquella isla, el punto de principio del juego, está el Árbol de Mana. Hace varios años, un acontecimiento llamado el "desastre grande" tuvo lugar en la base del árbol y mucha gente murió, pero un chico y una chica utilizaron la Espada de Mana para salvar el mundo del desastre. Ahora, un grupo de huérfanos emprende una cruzada para investigar los detalles del acontecimiento que mató a sus familias.
Los cuatro personajes principales son Ferrik, Tamber, Poppen, y Trotamundos. Ferrik Es un chico de quince años valiente, brillante y alegre. Perdió a sus padres y a su hermana en el desastre. es hábil con la espada. Tamber Es una chica de dieciséis años, repleta de verdad, justicia, y un aire de madurez. Usa el lazo. Poppen Es un chico de nueve años, quién es terco y osado. Pierda a su madre y usa el flail. Trotamundos es un mercader ambulante , una tradición mantenida durante la serie. Es un miembro de la tribu Niccolo. Perdió a su familia por culpa del rey de Lorimar durante el desastre. Usa el martillo .
Un día, el árbol sagrado se agrieta. El héroe va a buscar a Tess para que le aconseje, pero su torre está llena de monstruos, el héroe los manda al infierno y encuentra a Tess, asustada pero ilesa.  Se avecinan más problemas pero entonces una espada cae del cielo: la Espada de Mana.
Al regresar a su pueblo, el héroe descubre que tres pilares de luz han brotado en las tierras de Topple, Jadd y Lorimar. Después de que le pregunten los dirigentes del pueblo, el héroe investiga estos sitios y encuentra mazmorras llenas de monstruos con un monstruo enorme al final. Tras estas tres tareas, un villano vestido de negro secuestra a Tess y desaparece.

## Desarrollo
En 2003, Square Enix empezó una nueva estrategia para llegar a un público mayor. En 2004 anunciaron que un nuevo juego de Mana estaba en desarrollo para la próxima Nintendo DS.  La primera entrega de este proyecto y la sexta en el universo Mana estuvo anunciada en septiembre de 2005 como Children of Mana para DS.

## Recepción
Children of Mana vendió casi 103,000 unidades en sus primeros tres días en Japón, lo cual estuvo considerado por debajo de las expectativas. Según Enterbrain, por a fin de 2006 había vendido 281,000 copias en Japón. Recibió revisiones mixtas. La presentación del juego estuvo alabada, especialmente sus gráfico; Greg Mueller de GameSpot dijo que "la gracia está sobre todo en el estilo visual del juego." Raymond Padilla de GamesRadar alabó el "arte bonito y estilo original", y 1up.com  Jeremy Parroquia dijo que el gráfico es "dolorosamente lindo". IGN  Mark Bozon y RPGFan Neal Chandran comparó el juego a una película. La música gustó mucho; Bozon la llamó "impresionante", Chandran la llamó "bastante buena", y Mueller dijo  "casa con el tono del juego muy bien".
Críticos como Mueller fueron generalmente más negativos sobre el gameplay, encontrándolo repetitivo. GamePro Concluyó que "el punto débil es que es muy repetitivo" y Chandran sentía que la mayoría de jugadores se cansarían del gameplay antes de acabar medio juego. El japonés Shūkan Famitsū  dio al juego una puntuación especialmente alta, notó que el gameplay podría ser considerado insuficiente comparado a títulos previos en la serie. Bozon dijo que "el valor de diversión del juego remonta durante el multiplayer".
Padilla dijo que "el uso del arma es la faceta más decepcionante de este juego". Ambos Fahey y Mueller sentían que el combate, inicialmente divertido, terminaba aburriendo debido a su simplicidad. Chandran Añadió que los hechizos eran demasiado lentos para ser útiles en combate. Chandran Y GamePro criticaron la "historia escasa". Padilla Concluyó que mientras el juego tenía varios elementos buenos, fallaba en cumplir con la tradición de Mana.